# Avahi
Avahi — свободная реализация Zeroconf для Linux и BSD. Распространяется под лицензией LGPL.

## Описание
Avahi — система, производящая анализ локальной сети на предмет выявления различных сервисов. К примеру, вы можете подключить ноутбук к локальной сети и сразу получить информацию об имеющихся принтерах, разделяемых ресурсах, сервисах обмена сообщениями и прочих услугах. Подобная технология существует в Mac OS X (Rendezvous, Bonjour) и показала себя с лучшей стороны. Avahi во многом базируется на реализации протокола mDNS — flexmdns, которая в настоящий момент заброшена; все силы переключены на разработку нового продукта.

Обзор архитектуры Avahi

## Avahi и .local
Так как Avahi использует зону .local для своих целей, ее нельзя использовать в локальной сети. Однако, .local может уже использоваться в локальной сети, и перестраивать сетевую адресацию будет накладно. Возможные пути решения проблемы:
- Не использовать Avahi;
- Изменить конфигурацию Avahi, чтобы использовать другую зону, например .alocal;
- Изменить конфигурацию сети, чтобы использовать другую зону.

Также разработчики рекомендуют добавлять в дистрибутивы операционных систем автоматическое отключение демона Avahi в случае обнаружения использования зоны .local в сети.